# Baykar Bayraktar Kızılelma
El Baykar Bayraktar Kızılelma (español: "Manzana Roja") es un vehículo aéreo de combate no tripulado monomotor, poco observable, con capacidad para ser utilizado en portaaviones propulsado por jet, actualmente en desarrollo por la empresa de defensa turca Baykar. El avión se está desarrollando como parte del Proyecto MIUS (turco: Muharip İnsansız Uçak Sistemi; español: Sistema de aeronaves no tripuladas de combate, inglés: Combatant Unmanned Aircraft System). El Bayraktar Kızılelma inicial (Kızılelma-A) es subsónico. Las variantes planificadas (Kızılelma-B y Kızılelma-C) están destinadas a ser supersónicas, teniendo esta última una configuración bimotor.
El Director de tecnología de Baykar, Selçuk Bayraktar, había anunciado inicialmente que se esperaba que el Kızılelma realizara su vuelo inaugural en 2023, añadiendo que un UCAV propulsado por un jet era un "sueño de 12 años". El Kızılelma pudo completar su primer vuelo antes de la fecha prevista, en diciembre de 2022.

## Desarrollo
Los primeros estudios conceptuales para el Bayraktar MIUS comenzaron en 2013. En julio de 2021, se compartieron con el público las primeras imágenes de diseño e información sobre las características de la aeronave.

### Selección del motor
El Acuerdo de Suministro de Motores Turbofán AI-322 y el Acuerdo de Integración de Motores Turbofán AI-25TLT fueron firmados entre Baykar y la empresa ucraniana Ivchenko-Progress en el evento SahaExpo en noviembre de 2021. Los primeros prototipos volarán a velocidades subsonicas utilizando motores AI-25TLT. Se espera que los siguientes prototipos sean supersónicos con motores AI-322F.

### Divulgación del nombre del proyecto
Inicialmente, el proyecto era conocido como MIUS (en turco: Muharip İnsansız Uçak Sistemi en inglés: Sistema de Aeronaves No Tripuladas Combatientes). Su nombre oficial, Kızılelma (Manzana Roja en turco), se hizo público en marzo de 2022.

### Prototipos

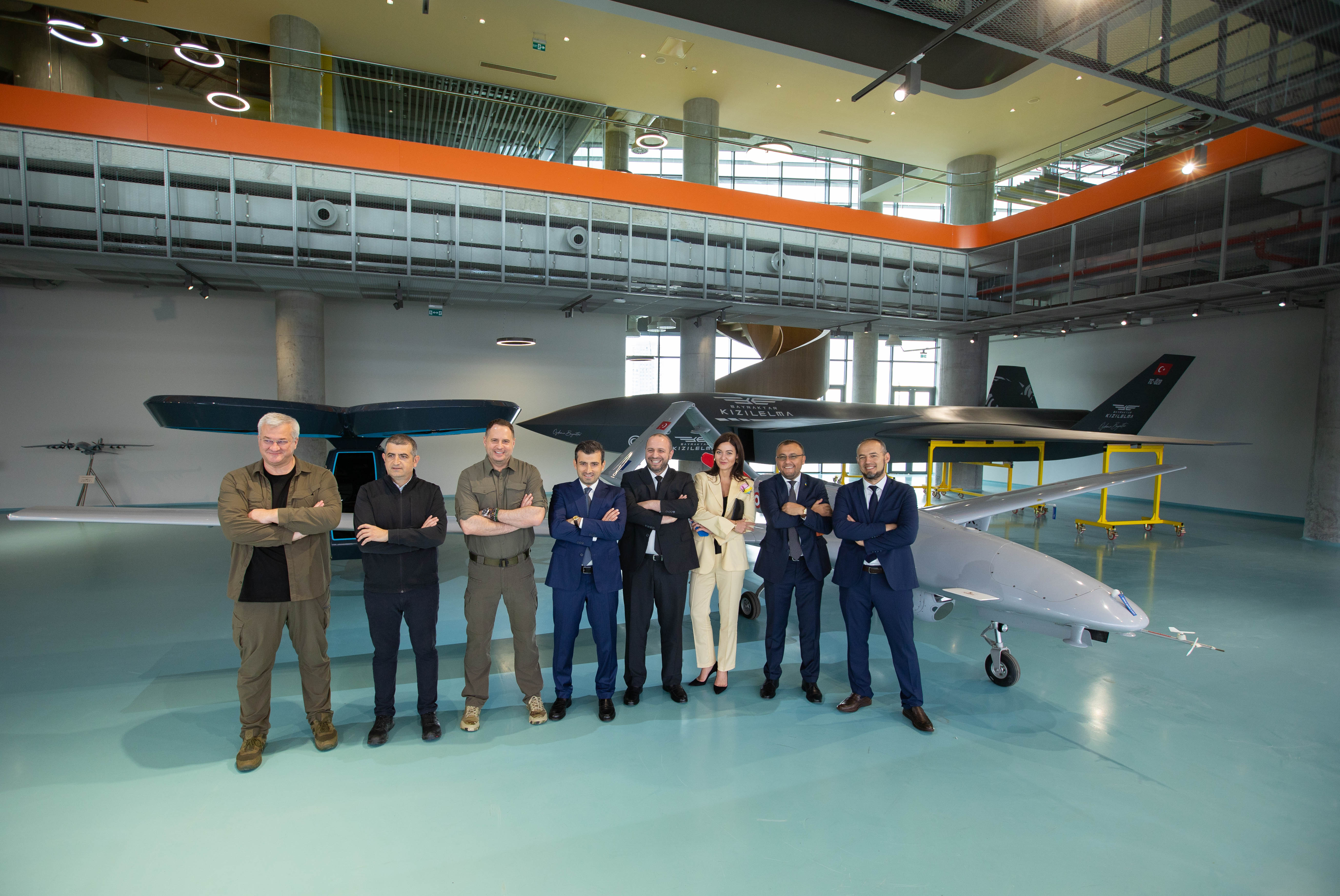
Andriy Yermak junto a un modelo Kızılelma

El mismo día de la divulgación del nombre, Selçuk Bayraktar reveló que el primer prototipo de Kızılelma había ingresado a la línea de montaje. El primer prototipo listo para volar fue exhibido al público en Teknofest 2022.

### Comienzo del proceso de pruebas
- El primer test de integración del motor se llevó a cabo con éxito el 19 de septiembre de 2022.[13]
- El 20 de noviembre de 2022, se realizaron pruebas automáticas de taxi y rodaje en tierra.[14]
- Los vuelos de prueba de despegue comenzaron el 3 de diciembre de 2022, y Kızılelma levantó sus ruedas del suelo por primera vez.[15]
- La aeronave realizó su vuelo inaugural el 14 de diciembre de 2022.[8][9][16]
- El dron realizó con éxito su segundo vuelo a mediados de enero de 2023.[17]
- El 15 de abril de 2023, la aeronave completó su cuarto vuelo de prueba.[10]
- El 18 de abril de 2023, la aeronave completó su vuelo de prueba con el tren de aterrizaje plegado dentro del fuselaje.[11]
- El 19 de abril de 2023, la aeronave completó su sexto y séptimo vuelo de prueba con pruebas de despegue-aterrizaje en serie y pruebas de vuelo a alta velocidad.[18]
- El 20 de abril de 2023, la aeronave completó su octavo vuelo de prueba con vuelo a alta velocidad y pruebas de maniobras, así como pruebas de despegue-aterrizaje en serie y de paso.[19]
- El 30 de abril de 2023, el UCAV Kızılelma voló en formación con un F-16C de SoloTürk durante TEKNOFEST 2023 en Estambul.[20] El UCAV Kızılelma está diseñado para ser utilizado como un wingman leal por las aeronaves de combate de la Fuerza Aérea Turca.[21][aclaración requerida]
- El 17 de junio de 2023, el UAV turco Bayraktar KIZILELMA alcanzó una altitud de 9.5 km durante el 12º vuelo de prueba.[22]

## Diseño

### Armazón

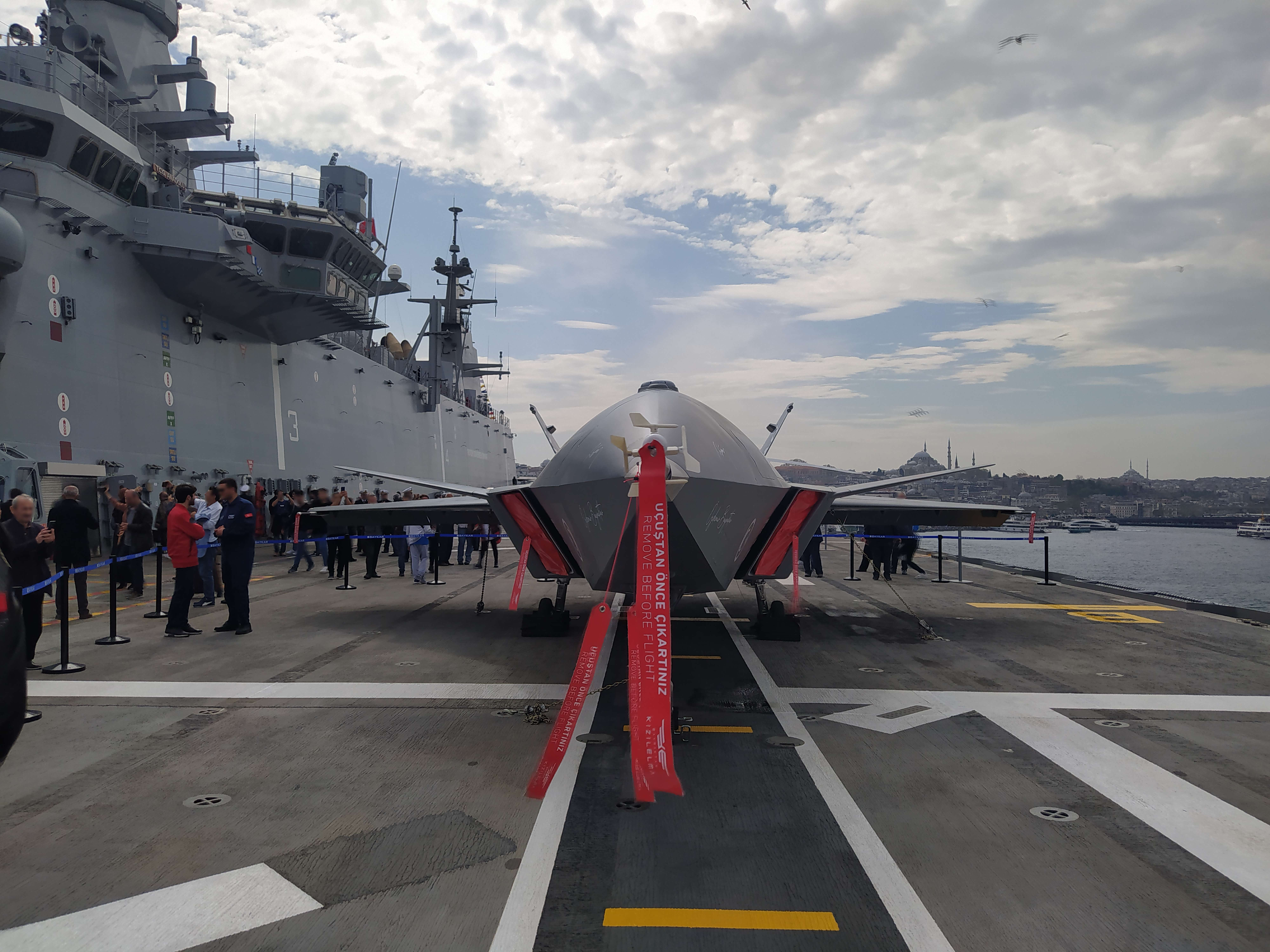
El TCG Anadolu (L-400), buque de asalto anfibio (LHD y V/STOL portaaviones) de las Armada de Turquía, anclado en el Cuerno de Oro en Estambul. Baykar Kızılelma, desarrollado como parte del Proyecto MIUS para la Armada Turca y la Fuerza Aérea Turca, es un UCAV con motor a reacción diseñado para operar en el TCG Anadolu. Su vuelo inaugural tuvo lugar el 14 de diciembre de 2022. El TCG Anadolu fue comisionado el 10 de abril de 2023.

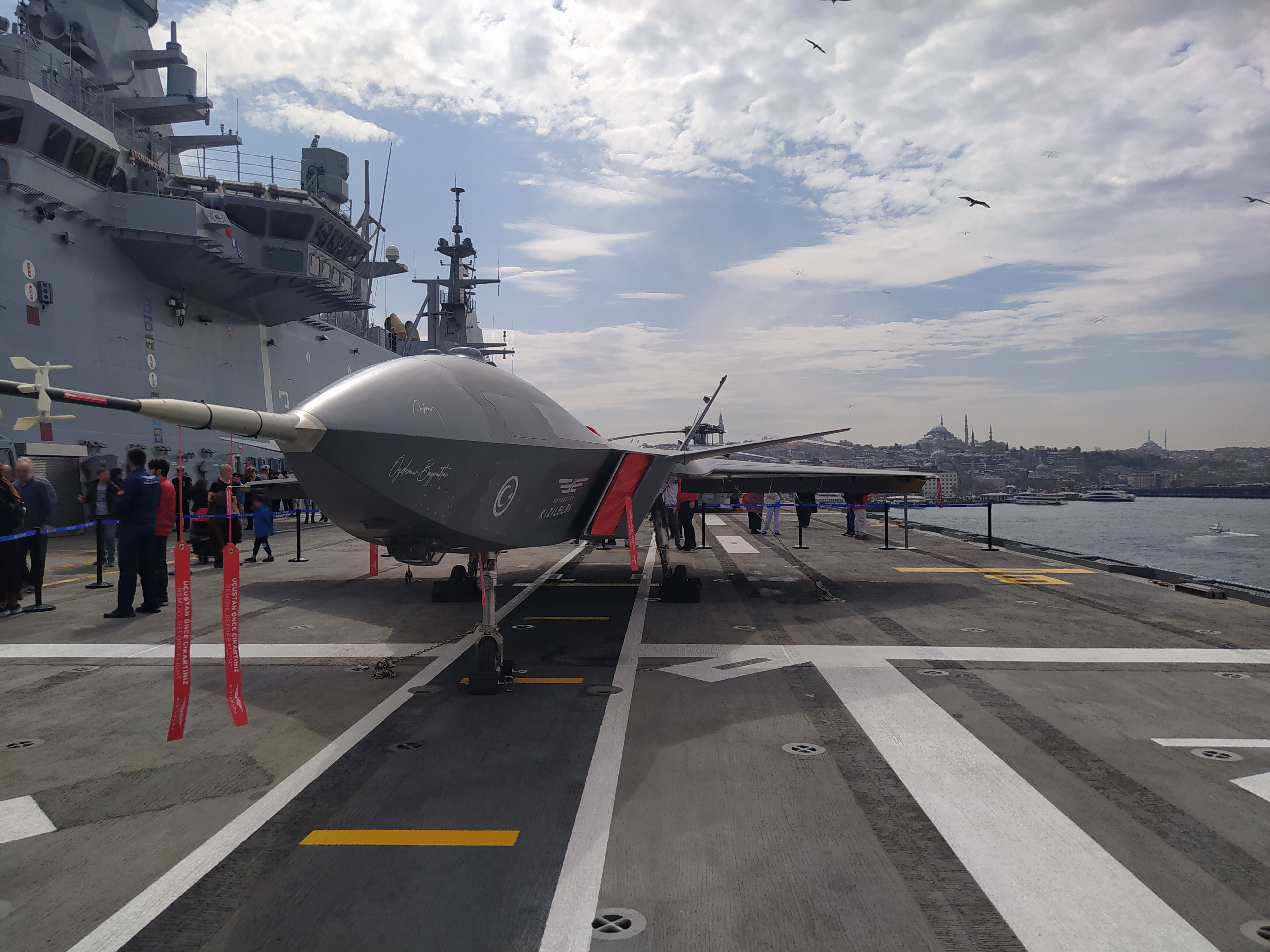
Baykar MIUS Kızılelma UCAV en el TCG Anadolu

El Kızılelma es una aeronave no tripulada que presenta un chasis aerodinámico supersónico con una baja sección transversal de radar (RCS, por sus siglas en inglés), equipado con un radar de matriz de exploración electrónica activa (AESA, por sus siglas en inglés). La aeronave está propulsada por un motor turbofan alimentado por dos entradas de aire. El control de guiñada se logra con dos estabilizadores verticales. La aeronave cuenta con controles acoplados de canard para aumentar la maniobrabilidad o controlar mejor el flujo de aire del ala principal. Compartimentos internos permitirán que la aeronave opere en entornos disputados manteniendo una baja observabilidad.
Los controles aerodinámicos presentan una configuración de canard-delta, vista previamente en ciertas aeronaves sigilosas como el Chengdu J-20 y el AVIC Dark Sword, así como en aeronaves no sigilosas como el Saab Viggen y el Saab Gripen. Los canards ofrecen un equilibrio entre una relativa menor sigilosidad pero una gran maniobrabilidad. Se podrían implementar algunas medidas de control para reducir su impacto en la firma radar.
El Kızılelma tiene un peso máximo al despegue (MTOW) de 6,000 kg, con 1,500 kg de peso disponible para la carga útil. Según los datos compartidos por la empresa, el Kızılelma tendrá una altitud operativa de 35,000 pies. [cita requerida]

### Capacidad de operar en portaviones
La aeronave está diseñada de tal manera que le permite despegar y aterrizar en un buque de asalto anfibio, como el TCG Anadolu, sin necesidad de un sistema de catapulta.

## Variantes
Durante el Teknofest 2022, Baykar anunció que habrá al menos 3 variantes de Kızılelma con diferentes configuraciones de motor. Los motores son producidos por la empresa conjunta turco-ucraniana Black Sea Shield. Kızılelma-A será capaz de alcanzar velocidades cercanas a la supersónica, siendo propulsado por el motor AI-25TLT. Kızılelma-B volará a velocidades supersónicas, alimentado por un único motor AI-322F ucraniano. El Kızılelma-C incorporará dos motores AI-322F.
Aunque existen expectativas de utilizar en el futuro los motores turbofán TF6000 fabricados en Turquía por Tusaş Engine Industries, hasta el momento no se ha confirmado nada.

## Características
- Control satelital

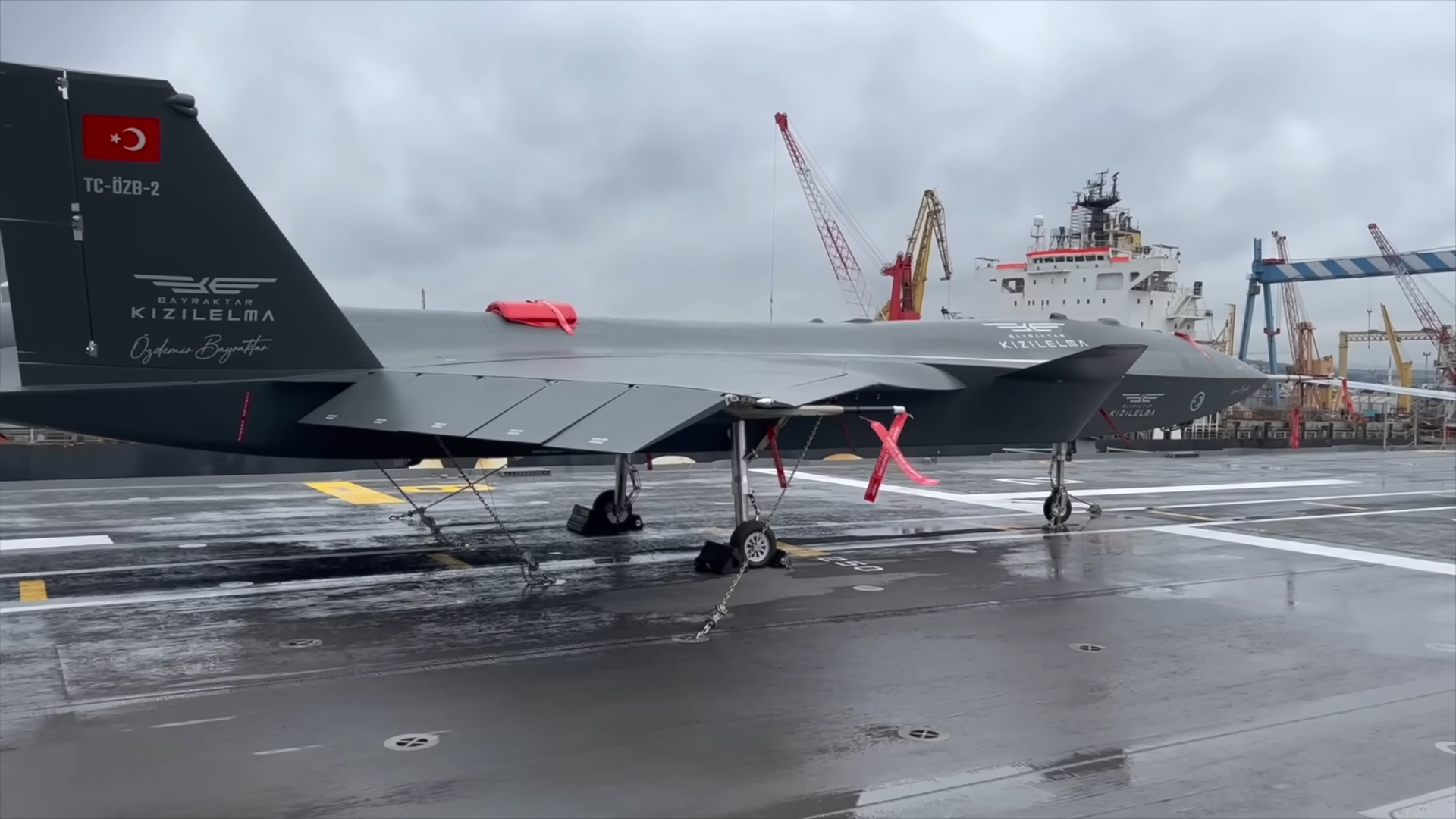
Un Baykar MIUS Kızılelma en la cubierta del TCG Anadolu, año 2023.

- Despegue y aterrizaje totalmente autónomos
- Baja sección transversal de radar
- Alta maniobrabilidad
- Control en línea de visión (LOS) y más allá de la línea de visión (BLOS)
- Capacidad de despegue y aterrizaje desde portaaviones de pista corta
- Alta conciencia situacional con radar AESA
- Compartimentos internos de armas

## Operadores

### Operadores planeados del Bayraktar Kızılelma
Turquía
- Fuerza Aérea Turca
- Armada Turca